# Apodocephala
Apodocephala é um género botânico pertencente à família Asteraceae.